# Politopo abstracto

Una pirámide cuadrada y su politopo abstracto asociado

En matemáticas, un politopo abstracto es un conjunto parcialmente ordenado algebraico que refleja las propiedades diádicas de un politopo tradicional sin especificar propiedades puramente geométricas como puntos y líneas.
Se dice que un politopo geométrico es la realización de un politopo abstracto en algún espacio real N-dimensional, por lo general un espacio euclídeo. Esta definición abstracta facilita el estudio de estructuras combinatorias más generales que las definiciones tradicionales de un politopo, lo que a su vez permite definir nuevos objetos que no tienen equivalente en la teoría tradicional.

## Historia
En la década de 1960, Branko Grünbaum hizo un llamamiento a la comunidad geométrica para considerar las generalizaciones del concepto de politopo regular, a las que llamó "poliestromas". Desarrolló una teoría polistromática, mostrando ejemplos de nuevos objetos, incluido el 11-celdas.
El 11-celdas es un polícoro autodual cuyas facetas no son icosaedros, sino "hemicosaedros" — es decir, son la forma que se obtiene si se considera que las caras opuestas del icosaedro son en realidad la "misma" cara (Grünbaum, 1977). Unos años después del descubrimiento de Grünbaum del 11-celdas, Harold Scott MacDonald Coxeter descubrió un politopo similar, el 57-celdas (Coxeter 1982, 1984), quien posteriormente redescubrió de forma independiente el de 11 celdas.
Con el trabajo anterior de Branko Grünbaum y con Harold Scott MacDonald Coxeter y Jacques Tits sentando sus bases, la teoría básica de las estructuras combinatorias ahora conocidas como politopos abstractos fue descrita por primera vez por Egon Schulte en su tesis doctoral de 1980. En ella definió "complejos de incidencia regular" y "politopos de incidencia regular". Posteriormente, junto con Peter McMullen, desarrolló los conceptos básicos de la teoría en una serie de artículos de investigación que luego se recopilaron en un libro. Desde entonces, muchos otros investigadores han hecho sus propias contribuciones, y los primeros pioneros (incluido Grünbaum) también han aceptado la definición de Schulte como la "correcta".
Posteriormente, la investigación sobre la teoría de los politopos abstractos se ha centrado mayoritariamente en los politopos regulares, es decir, aquellos cuyos grupos de automorfismo actúan transitivamente en el conjunto de banderas del politopo.

## Conceptos introductorios

### Politopos tradicionales frente a los abstractos

Cuadriláteros isomórficos

En la geometría euclídea, dos formas que no son semejantes pueden, no obstante, compartir una estructura común. Por ejemplo, un cuadrado y un trapecio comprenden una cadena alterna de cuatro vértices y cuatro lados, lo que los convierte en cuadriláteros. Se dice que son figuras isomorfas o que "mantienen su estructura".
Esta estructura común puede representarse en un politopo abstracto subyacente, un conjunto parcialmente ordenado puramente algebraico que captura el patrón de conexiones (o "incidencias)" entre los diversos elementos estructurales. Las propiedades medibles de los politopos tradicionales, como los ángulos, las longitudes de las aristas, la asimetría, la rectitud y la convexidad, no tienen ningún significado para un politopo abstracto.
Lo que es cierto para los politopos tradicionales (también llamados politopos clásicos o geométricos) puede no serlo para los abstractos y viceversa. Por ejemplo, un politopo tradicional es regular si todas sus caras y figuras de vértices son regulares, pero esto no es necesariamente así para un politopo abstracto.

#### Realizaciones
Se dice que un politopo tradicional es una "realización" del politopo abstracto asociado. Una realización es un mapeo o inyección del objeto abstracto en un espacio real, por lo general un espacio euclídeo, para construir un politopo tradicional como una figura geométrica real.
Los seis cuadriláteros que se muestran son realizaciones distintas del cuadrilátero abstracto, cada uno con diferentes propiedades geométricas. Algunos de ellos no se ajustan a las definiciones tradicionales de un cuadrilátero y se dice que son realizaciones infieles. Un politopo convencional es una realización fiel.

### Caras, órdenes y ordenación
En un politopo abstracto, cada elemento estructural (vértice, arista, cara, celda...) está asociado con un miembro correspondiente del conjunto. El término cara se utiliza para referirse a cualquier elemento de este tipo, como por ejemplo un vértice (cara de orden 0), arista (cara de orden 1) o una cara general de orden k (y no solo una cara poligonal de orden 2).
Las caras se ordenan según su dimensión real asociada: los vértices tienen orden 0, las aristas orden 1 y así sucesivamente.
Las caras incidentes de diferentes órdenes, por ejemplo, un vértice F de una arista G, están ordenadas por la relación F < G. Se dice que F es una "subcara" de G.
Se dice que F, G son incidentes si F = G o F < G o G < F. Este uso del concepto de "incidencia" también se da en la geometría finita, aunque difiere del empleado en la geometría tradicional y en algunas otras áreas de las matemáticas. Por ejemplo, en el cuadrado ABCD, las aristas AB y BC no son abstractamente incidentes (aunque ambas son incidentes con el vértice B).
Un politopo se define entonces como un conjunto de P caras con una relación de ordenación < (menor que). Formalmente, P (con <) será (estrictamente) un conjunto parcialmente ordenado, o poset.

### Caras menor y mayor
Así como el número cero es necesario en matemáticas, también todo conjunto tiene el conjunto vacío ∅ como subconjunto. En un politopo abstracto, ∅ se identifica por convención como la cara menor o nula y es una subcara de todas las demás. Dado que la cara menor está un nivel por debajo de los vértices o caras de orden 0, su orden es −1 y puede denotarse como F−1. Así F−1 ≡ ∅ y el politopo abstracto también contiene el conjunto vacío como elemento, aunque no suele representarse.
También hay una sola cara de la que todas las demás son subcaras. Esto se llama la cara más grande. En un politopo de dimensión n, la cara mayor tiene orden = n y puede denotarse como Fn. A veces se identifica como el interior de la figura geométrica.
Estas caras menores y mayores a veces se denominan caras "impropias", y todas las demás son caras "propias".

### Un ejemplo simple
Las caras del cuadrilátero o cuadrado abstracto se muestran en la siguiente tabla:
| Tipo de cara | Orden (k) | Nº elementos | k-caras    |
| ------------ | --------- | ------------ | ---------- |
| Menor        | −1        | 1            | F−1        |
| Vértices     | 0         | 4            | a, b, c, d |
| Aristas      | 1         | 4            | W, X, Y, Z |
| Mayor        | 2         | 1            | G          |

La relación < comprende un conjunto de pares, que aquí incluyen
F−1<a,..., F−1<X,..., F−1<G,..., b<Y,..., c<G,..., Z<G.
Las relaciones de orden son transitivas, es decir, F < G y G < H implica que F < H. Por lo tanto, para especificar la jerarquía de las caras, no es necesario dar todos los casos de F < H, sólo las parejas donde uno sea el sucesor del otro, es decir, donde F&nbsp ;< H y G no satisface que F < G < H.
Las aristas W, X, Y y Z a veces se escriben como ab, ad, bc y cd respectivamente, pero tal notación no siempre es apropiada.
Las cuatro aristas son estructuralmente similares y lo mismo ocurre con los vértices. Por lo tanto, la figura tiene las simetrías de un cuadrado, y de forma general se la conoce como un cuadrado.

### El diagrama de Hasse

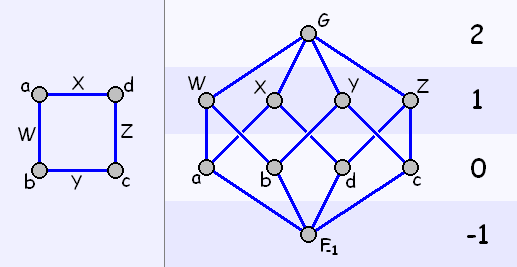
El grafo (izquierda) y el diagrama de Hasse de un cuadrilátero, mostrando sus órdenes (derecha)

Los conjuntos parcialmente ordenados más pequeños, y los politopos en particular, a menudo se visualizan mejor en un diagrama de Hasse, como se muestra en la imagen adjunta. Por convención, las caras de igual orden se colocan en el mismo nivel vertical. Cada "línea" entre caras, digamos F, G, indica una relación de orden <, tal que la sentencia F < G indica que F está debajo de G en el diagrama.
El diagrama de Hasse define un poset único y, por lo tanto, captura completamente la estructura del politopo. Los politopos isomorfos dan lugar a diagramas de Hasse isomorfos y viceversa. Lo mismo no es generalmente cierto para el grafo de representación de los politopos.

### Orden
El orden de una cara F se define como (m − 2), donde m es el número máximo de caras en cualquier cadena (F', F", ... , F) satisfaciendo que F' < F" < ... < F. F' es siempre la cara menor, F−1.
El orden de un politopo abstracto P es el orden máximo n de cualquier cara; y siempre es el orden de la cara más grande Fn.
El orden de una cara o politopo suele corresponder a la "dimensión" de su contraparte en la teoría tradicional.
Los tipos de cara según su orden se nombran en la siguiente tabla:
| Orden        | -1    | 0       | 1      | 2 | 3     | ... | n - 2            | n - 1 | n     |
| ------------ | ----- | ------- | ------ | - | ----- | --- | ---------------- | ----- | ----- |
| Tipo de cara | Menor | Vértice | Arista | † | Celda |     | Subcara o cadena | Cara  | Mayor |

† Tradicionalmente, "cara" ha significado una cara de orden 2 o 2 cara. En la teoría abstracta, el término "cara" denota una cara de cualquier orden.

### Banderas
En geometría, una bandera es un encadenamiento máximo de caras, es decir, un conjunto (totalmente) ordenado Ψ de caras, cada una de las cuales es una subcara de la siguiente (si las hay), y tal que Ψ no es un subconjunto de ninguna cadena más grande. Dadas dos caras distintas F, G en una bandera, F < G o F > G.
Por ejemplo, {ø, a, ab, abc} es una bandera en el triángulo abc.
Para un politopo dado, todas las banderas contienen el mismo número de caras. Otros posets, en general, no satisfacen este requisito.

### Secciones

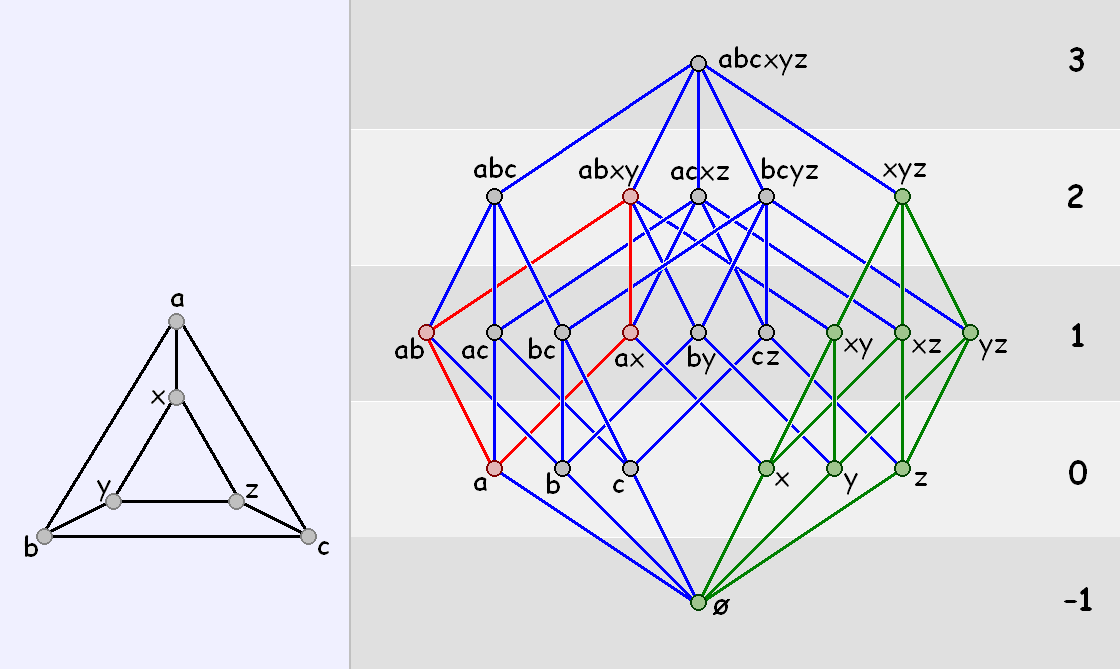
El grafo (izquierda) y el diagrama de Hasse de un prisma triangular, mostrando una 1-sección (roja) y una 2-sección (verde)

Cualquier subconjunto P' de un poset P es también un poset (con la misma relación <, restringida a P').
En un politopo abstracto, dadas dos caras F y H de P con F ≤ H, el conjunto {G|F ≤ G ≤ H} se denomina sección de P, y se denota como H/F. En la teoría del orden, una sección se denomina intervalo cerrado del conjunto parcialmente ordenado, y se denota como [F, H].
Por ejemplo, en el prisma abcxyz (véase el diagrama) la sección xyz/ø (resaltada en verde) es el triángulo
{ø, x, y, z, xy, xz, yz, xyz}.
Una k-sección es una sección de orden k.
P es, pues, una sección de sí mismo.
Este concepto de sección no tiene el mismo significado que en la geometría tradicional.

#### Facetas
La faceta de una j-cara F dada es la (j−1)-sección F/∅, donde Fj es la cara mayor.
Por ejemplo, en el triángulo abc, la faceta en ab es ab/b = {∅, a, b, ab}, que es un segmento de línea.
La distinción entre F y F/∅ generalmente no es significativa y los dos a menudo se tratan como idénticos.

#### Figuras de vértice
La figura de vértice en un vértice dado V es la sección (n−1) Fn/V, donde F n es la cara mayor.
Por ejemplo, en el triángulo abc, la figura del vértice en b es abc/b = {b, ab, bc, abc}, que es un segmento de línea. Las figuras de los vértices de un cubo son triángulos.

#### Conectividad
Un poset P está conectado si P tiene un orden ≤ 1 o, dadas dos caras propias cualesquiera F y G, hay una secuencia de caras propias
H1, H2,...,Hk
tal que F = H1, G = Hk, y cada Hi, i < k, es incidente con su sucesor.
La condición anterior asegura que un par de triángulos disjuntos abc y xyzno sea un politopo (único).
Un poset P está fuertemente conectado si todas las secciones de P (incluido el propio P) están conectadas.
Con este requisito adicional, también se excluyen dos pirámides que comparten solo un vértice. Sin embargo, dos pirámides cuadradas, por ejemplo, pueden ser "pegadas" en sus caras cuadradas, dando un octaedro. La "cara común" no es entonces una cara del octaedro.

## Definición formal
Un politopo abstracto es un conjunto parcialmente ordenado, cuyos elementos llamamos caras satisfacen los 4 axiomas siguientes:
1. Solo tiene una cara menor y solo tienen una cara mayor.
2. Todas sus banderas contienen el mismo número de caras.
3. Es fuertemente conexo.
4. Si los órdenes de dos caras a > b difieren en 2, entonces hay exactamente 2 caras que se encuentran estrictamente entre a y b.

Un n-politopo es un politopo cuyas caras alcanzan el orden n. El politopo abstracto asociado con un politopo convexo real también se denomina retículo de caras.

## Los politopos más simples

### Orden < 1
Solo hay un poset para cada uno de los órdenes −1 y 0. Estos son, respectivamente, la cara nula y el punto, elementos que no siempre se consideran politopos abstractos válidos.

### Orden 1: el segmento de línea

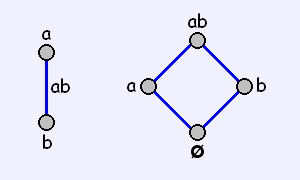
Grafo (izquierda) y diagrama de Hasse de un segmento recto

Solo hay un politopo de orden 1, que es el segmento de línea. Tiene una cara menor, solo dos caras 0 y una cara mayor, por ejemplo {ø, a, b, ab}. De ello se deduce que los vértices a y b tienen orden 0, y que la cara mayor ab, y por lo tanto el poset, ambos tienen orden 1.

### Orden 2: polígonos
Para cada p, 3 ≤ p < {\displaystyle \infty }, se tiene (el equivalente abstracto de) el polígono tradicional con p vértices y p aristas, o un p-gono. Para p = 3, 4, 5,... sería un triángulo, un cuadrado, un pentágono,....
Para p = 2, se tiene un dígono, y p = {\displaystyle \infty } se obtiene un apeirógono.

#### El dígono

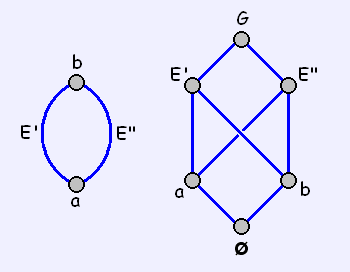
El grafo (izquierda) y el diagrama de Hasse de un dígono

Un dígono es un polígono con solo 2 aristas. A diferencia de cualquier otro polígono, ambas aristas comparten los mismos dos vértices. Por esta razón, se trata de un polígono degenerado en el plano.
Las caras de un politopo abstracto se describen usando la "notación de vértice", por ejemplo, la expresión {ø, a, b, c, ab, ac, bc, abc} denota la configuración del triángulo abc. Este método tiene la ventaja de implicar la relación <.
Con el dígono, esta notación de vértice no se puede usar. Es necesario dar símbolos individuales a las caras y especificar los pares de subcaras F < G.
Así, un dígono se define como un conjunto {ø, a, b, E', E", G} con la relación < dada por
{ø<a, ø<b, a<E', a<E", b<E', b<E", E'<G, E"<G}
donde E' y E" son las dos aristas y G la cara mayor.
Esta necesidad de identificar cada elemento del politopo con un símbolo único se aplica a muchos otros politopos abstractos y, por lo tanto, es una práctica común.
Un politopo solo se puede describir completamente usando la notación de vértices si "cada cara incide con un conjunto único de vértices". Se dice que un politopo que tiene esta propiedad es atomístico.

## Ejemplos de mayor orden
El conjunto de caras j (−1 ≤ j ≤ n) de un n politopo tradicional forman un n politopo abstracto.
El concepto de politopo abstracto es más general y también incluye:
- Apeirotopos o politopos infinitos, que incluyen los teselados (mosaicos)
- Descomposiciones adecuadas de variedades ilimitadas como toros o el plano proyectivo real
- Muchos otros objetos, como el 11-celdas y el 57-celdas, que no se pueden realizar fielmente en espacios euclidianos

### Hosoedros y hosótopos

Un hosoedro hexagonal, representado como un poliedro esférico

El dígono está generalizado por el hosoedro y los hosótopos de dimensiones superiores, que se pueden realizar como poliedros esféricos que teselan la esfera.

### Politopos proyectivos

El hemicubo puede derivarse de un cubo mediante la identificación de vértices, aristas y caras opuestos. Posee 4 vértices, 6 aristas y 3 caras

Cuatro ejemplos de poliedros abstractos no tradicionales son el hemicubo (véase la imagen), el hemioctaedro, el hemidodecaedro y el hemicosaedro. Estas poliedros son los correspondientes proyectivos de los sólidos platónicos, y se pueden realizar (globalmente) como poliedros proyectivos que forman un mosaico sobre el plano proyectivo real.
El hemicubo es otro ejemplo en el que la notación de vértice no se puede usar para definir un politopo: todas las caras de orden 2 y las caras de orden 3 tienen el mismo conjunto de vértices.

## Dualidad
Cada politopo geométrico tiene un gemelo dual. En el campo abstracto, el dual es el mismo politopo pero con el orden invertido: el diagrama de Hasse difiere solo en sus anotaciones. En un n politopo, cada una de las caras de orden k originales se asigna a una cara de orden (n − k − 1) en el dual. Así, por ejemplo, la cara de orden n se asigna a la cara de orden (−1). El dual del dual es isomorfo con la forma original.
Un politopo es autodual si es igual, es decir, isomorfo a su dual. Por lo tanto, el diagrama de Hasse de un politopo autodual debe ser simétrico con respecto al eje horizontal a medio camino entre la parte superior y la inferior. La pirámide cuadrada del ejemplo anterior es autodual.
La figura de vértice en un vértice V es el dual de la faceta a la que se asigna V en el politopo dual.

## Politopos regulares abstractos
Formalmente, un politopo abstracto se define como "regular" si su grupo de automorfismos actúa transitivamente en el conjunto de sus banderas. En particular, dos caras de orden k denominadas F, G de un n politopo se dice que son "la misma" si existe un automorfismo que permite hacer corresponder F y G. Cuando un politopo abstracto es regular, su grupo de automorfismos es isomorfo a un cociente del grupo de Coxeter.
Todos los politopos de orden ≤ 2 son regulares. Los poliedros regulares más famosos son los cinco sólidos platónicos. El hemicubo (véase la imagen) también es regular.
Informalmente, para cada orden k, esto significa que no hay forma de distinguir una cara de orden k de cualquier otra: las caras deben ser idénticas y deben tener vecinos idénticos, y así sucesivamente. Por ejemplo, un cubo es regular porque todas las caras son cuadrados, los vértices de cada cuadrado están unidos a tres cuadrados, y cada uno de estos cuadrados está unido mediante disposiciones idénticas a otras caras, aristas y vértices, y así sucesivamente.
Esta condición por sí sola es suficiente para asegurar que cualquier politopo abstracto regular tenga (n+1) caras regulares isomorfas y figuras de vértices regulares isomorfas.
Esta es una condición más débil que la regularidad para los politopos tradicionales, ya que se refiere al grupo de automorfismos (combinatorio), no al grupo de simetría (geométrico). Por ejemplo, cualquier polígono abstracto es regular, ya que los ángulos, las longitudes de los bordes, la curvatura de los bordes, la asimetría, etc. no existen para los politopos abstractos.
Hay varios otros conceptos más débiles, algunos de los cuales que aún no están completamente estandarizados, como las condiciones de los politopos semirregulares, cuasirregulares, uniformes, quirales y arquimedianos, que se aplican a politopos que tienen algunas, pero no todas, sus caras equivalentes en cada orden.

## Realización
Un conjunto de puntos V en un espacio euclidiano equipado con una sobreyección del conjunto de vértices de un politopo abstracto P tal que los automorfismos de P inducen permutaciones isométricas de V se llama una realización de un politopo abstracto. Dos realizaciones se llaman congruentes si la biyección natural entre sus conjuntos de vértices es inducida por una isometría de los espacios euclídeos en los que se desarrollan.
Si un n politopo abstracto se realiza en un espacio de dimensión n, de modo que la disposición geométrica no rompa ninguna regla de los politopos tradicionales (como caras curvas o aristas de longitud cero), entonces se dice que la realización es "fiel". En general, solo un conjunto restringido de politopos abstractos de orden n puede realizarse fielmente en cualquier n espacio dado. La caracterización de este efecto es un problema pendiente.
Para un politopo abstracto regular, si sus automorfismos combinatorios se realizan mediante simetrías geométricas, entonces la figura geométrica será un politopo regular.

### Espacio de módulos
El grupo G de simetrías de una realización V de un politopo abstracto P es generado por dos reflexiones, cuyo producto traslada cada vértice de P al siguiente. El producto de las dos reflexiones se puede descomponer como producto de una traslación distinta de cero, un número finito de rotaciones y posiblemente una reflexión trivial.
Generalmente, el espacio de módulos de realizaciones de un politopo abstracto es un cono convexo de dimensión infinita. El cono de realización del politopo abstracto tiene una dimensión algebraica infinita incontable, y no puede ser cerrado en la topología euclídea.

## El problema de la amalgamación y los politopos universales
Una cuestión importante en la teoría de los politopos abstractos es el problema de la amalgamación. Se trata de una serie de preguntas como:
Para los politopos K y L abstractos dados, ¿hay algún politopo P cuyas facetas sean K y cuyas figuras de vértice sean L?
Si es así, ¿son todos finitos?
¿Cuáles de estos politopos finitos existen?
Por ejemplo, si K es el cuadrado y L es el triángulo, las respuestas a estas preguntas son:
Sí, hay politopos P de caras cuadradas, unidas de a tres por vértice (es decir, hay politopos del tipo {4,3}).
Sí, son todos finitos, en concreto,
Está el cubo, de seis caras cuadradas, doce aristas y ocho vértices, y el hemicubo, de tres caras, seis aristas y cuatro vértices.
Se sabe que si la respuesta a la primera pregunta es 'Sí' para algunos K y L regulares, entonces existe un politopo único cuyas facetas son K y cuyas figuras de vértice son L, llamado el politopo universal con estas facetas y figuras de vértices, que cubre todos los demás politopos de este tipo. Es decir, supóngase que P es el politopo universal con facetas K y figuras de vértice L. Entonces cualquier otro politopo Q con estas facetas y figuras de vértice se puede escribir Q=P/N, donde
- N es un subgrupo del grupo de automorfismos de P, y
- P/N es la colección de órbitas de elementos de P bajo la acción de N, con el orden parcial inducido por el de P.

Q=P/N se llama cociente de P, y se dice que P recubre Q.
Dado este hecho, la búsqueda de politopos con facetas particulares y figuras de vértices suele ser la siguiente:
1. Intentar encontrar el politopo universal aplicable.
2. Intentar clasificar sus cocientes.

Estos dos problemas son, en general, muy difíciles.
Volviendo al ejemplo anterior, si K es el cuadrado y L es el triángulo, el politopo universal {K,L} es el cubo (también escrito {4,3}). El hemicubo es el cociente {4,3}/N, donde N es un grupo de simetrías (automorfismos) del cubo con solo dos elementos: la identidad y la simetría que hace corresponder cada vértice (o arista o cara) a su opuesto.
Si L es, en cambio, también un cuadrado, el politopo universal {K,L} (es decir, {4,4}) es el teselado del plano euclídeo mediante cuadrados. Este teselado tiene infinitos cocientes con caras cuadradas, cuatro por vértice, algunos regulares y otros no. Excepto por el politopo universal en sí, todos corresponden a varias formas de teselar un toro o un cilindro infinitamente largo con cuadrados.

### El 11-celdas y el 57-celdas
El 11-celdas, descubierto de forma independiente por Harold Scott MacDonald Coxeter y Branko Grünbaum, es un 4-politopo abstracto. Sus facetas son hemicosaedros. Dado que sus facetas son, topológicamente, planos proyectivos en lugar de esferas, el 11-celdas no es una teselación de ninguna variedad en el sentido habitual. En cambio, es un politopo proyectivo localmente. Es autodual y universal: es el "único" politopo con facetas hemicosaédricas y figuras de vértice hemidodecaédricas.
El 57-celdas también es autodual, con facetas hemidodecaédricas. Fue descubierto por H. S. M. Coxeter poco después del descubrimiento del politopo de 11 celdas. Al igual que el 11-celdas, también es universal, siendo el único politopo con facetas hemidodecaédricas y figuras de vértice hemicosaédricas. Por otro lado, existen muchos otros politopos con facetas hemidodecaédricas y de tipo Schläfli {5,3,5}. El politopo universal con facetas hemidodecaédricas y figuras de vértice icosaédricas (no hemicosaédricas) es finito, pero muy grande, con 10.006.920 facetas y la mitad de vértices.

### Topología local
Históricamente, el problema de la amalgama se ha abordado de acuerdo con la topología local. Es decir, en lugar de restringir que K y L sean politopos particulares, se permite que sean cualquier politopo con una topología determinada, es decir, cualquier politopo capaz de teselar una variedad dada. Si K y L son esféricos (es decir, teselaciones de una topología esférica), entonces P se denomina localmente esférica y corresponde a una teselación de alguna variedad. Por ejemplo, si K y L son cuadrados (y por lo tanto topológicamente son lo mismo que círculos), P será una teselación del plano, toro o de la botella de Klein mediante cuadrados. Una teselación de una variedad n-dimensional es en realidad un politopo de orden n + 1. Esto está de acuerdo con la intuición común de que los sólidos platónicos son tridimensionales, aunque pueden considerarse teselados de la superficie bidimensional de una esfera.
En general, un politopo abstracto se denomina localmente X si sus facetas y figuras de vértices son, topológicamente, esferas o X, pero no ambas esferas. 11-celdas y 57-celdas son ejemplos de politopos localmente proyectivos de orden 4 (es decir, cuatridimensionales), ya que sus facetas y figuras de vértices son teselados del plano proyectivo real. Sin embargo, esta terminología posee un punto débil, dado que no permite una manera fácil de describir un politopo cuyas facetas son toros y cuyas figuras de vértice son planos proyectivos, por ejemplo. Peor aún si diferentes facetas tienen diferentes topologías, o ninguna topología bien definida. Sin embargo, se ha avanzado mucho en la clasificación completa de los politopos regulares localmente toroidales.

## Mapas de intercambio
Sea Ψ una bandera de un n politopo abstracto, y sea −1 < i < n. A partir de la definición de un politopo abstracto, se puede demostrar que existe una única bandera que se diferencia de Ψ por un elemento de orden i, y lo mismo en caso contrario. Si se denomina a esta bandera Ψ(i), entonces esto define una colección de mapas en las banderas de los politopos, nombrada φi. Estos mapas se denominan mapas de intercambio, ya que intercambian pares de banderas: (Ψφi)φi = Ψ siempre. Algunas otras propiedades de los mapas de intercambio son:
- φi2 es el mapa de la identidad.
- El φi genera un grupo (la acción de este grupo sobre las banderas del politopo es un ejemplo de lo que se denomina acción de bandera del grupo sobre el politopo).
- Si |i − j| > 1, φiφj = φjφi.
- Si α es un automorfismo del politopo, entonces αφi = φiα.
- Si el politopo es regular, el grupo generado por φi es isomorfo al grupo de automorfismos; en caso contrario, es estrictamente mayor.

Los mapas de intercambio y la acción de la bandera en particular se pueden usar para demostrar que cualquier politopo abstracto es un cociente de algún politopo regular.

## Matrices de incidencia
Un politopo también se puede representar tabulando sus incidencias.
La siguiente matriz de incidencia es la de un triángulo:
|     | ø | a | b | c | ab | bc | ca | abc |
| --- | - | - | - | - | -- | -- | -- | --- |
| ø   | 1 | 1 | 1 | 1 | 1  | 1  | 1  | 1   |
| a   | 1 | 1 | 0 | 0 | 1  | 0  | 1  | 1   |
| b   | 1 | 0 | 1 | 0 | 1  | 1  | 0  | 1   |
| c   | 1 | 0 | 0 | 1 | 0  | 1  | 1  | 1   |
| ab  | 1 | 1 | 1 | 0 | 1  | 0  | 0  | 1   |
| bc  | 1 | 0 | 1 | 1 | 0  | 1  | 0  | 1   |
| ca  | 1 | 1 | 0 | 1 | 0  | 0  | 1  | 1   |
| abc | 1 | 1 | 1 | 1 | 1  | 1  | 1  | 1   |

La tabla muestra un 1 cada vez que una cara es una subcara de otra, "o viceversa" (por lo que la tabla es simétrica respecto a una de sus diagonales), por lo que, de hecho, contiene "información redundante"; sería suficiente mostrar solo un 1 cuando la cara de la fila ≤ que la cara de la columna.
Dado que tanto el cuerpo como el conjunto vacío son incidentes con todos los demás elementos, la primera fila y la primera columna, así como la última fila y la última columna, son triviales y pueden omitirse convenientemente.

### Pirámide cuadrada

Una pirámide cuadrada y su politopo abstracto asociado

Se obtiene más información contabilizando cada aparición. Este uso numérico permite una agrupación simétrica, como en el diagrama de Hasse de una pirámide cuadrada: si los vértices B, C, D y E se consideran simétricamente equivalentes dentro del politopo abstracto, entonces las aristas f, g, h y j se agruparán, y también las aristas k, l, m y n, y finalmente también los triángulos P, Q, R y S. Por lo tanto, la matriz de incidencia correspondiente de este politopo abstracto se puede mostrar como:
|         | A | B,C,D,E | f,g,h,j | k,l,m,n | P,Q,R,S | T |
| ------- | - | ------- | ------- | ------- | ------- | - |
| A       | 1 | *       | 4       | 0       | 4       | 0 |
| B,C,D,E | * | 4       | 1       | 2       | 2       | 1 |
| f,g,h,j | 1 | 1       | 4       | *       | 2       | 0 |
| k,l,m,n | 0 | 2       | *       | 4       | 1       | 1 |
| P,Q,R,S | 1 | 2       | 2       | 1       | 4       | * |
| T       | 0 | 4       | 0       | 4       | *       | 1 |

En esta representación de matriz de incidencia acumulada, las entradas diagonales representan los recuentos totales de cualquier tipo de elemento.
Los elementos de diferente tipo del mismo orden claramente nunca son incidentes, por lo que el valor siempre será 0. Sin embargo, para ayudar a distinguir tales relaciones, se usa un asterisco (*) en lugar de 0.
Las entradas subdiagonales de cada fila representan los recuentos de incidencia de los subelementos relevantes, mientras que las entradas superdiagonales representan los recuentos de elementos respectivos de la figura de vértice, borde o cualquier otra.
Esta simple pirámide cuadrada muestra que las matrices de incidencia acumuladas por simetría ya no son simétricas. Pero todavía hay una relación de entidad simple (además de las fórmulas generalizadas de Euler para la diagonal, respectivamente de las entidades subdiagonales de cada fila, y respectivamente de los elementos superdiagonales de cada fila, al menos cuando no se consideran orificios o formas estrelladas), ya que para cualquier matriz de incidencia {\displaystyle I=(I_{ij})} se cumple que:
{\displaystyle I_{ii}\cdot I_{ij}=I_{ji}\cdot I_{jj}\ \ (i<j).}